# Sébastien Auguste Sisson
Sébastien Auguste Sisson (Alsácia, 2 de maio de 1824 – Rio de Janeiro, 8 de fevereiro de 1898), também conhecido como S.A. Sisson e Sebastião Sissão, foi um artista francês do século XIX Filho de George Sisson, dono de uma fábrica têxtil, e de Marie Barbe Lott Sisson, chegou ao Brasil em 1852. Trabalhou como litógrafo e caricaturista no Rio de Janeiro, onde estabeleceu seu atelier.
A Exposição de História do Brasil de 1881 teve várias de suas obras expostas. Uma delas foi o Álbum do Rio de Janeiro Moderno, que continha doze cromolitografias de cenários do Rio de Janeiro. Também estava exposta a Galeria dos Brasileiros Ilustres, obra de dois volumes (1859/1861), redigida em fascículos a partir de 1857, que apresenta 90 retratos de personalidades históricas do Brasil, acompanhados por suas respectivas biografias e assinaturas.
Sisson foi o autor da primeira história em quadrinhos do Brasil, chamada “O Namoro, quadros ao vivo por S…..o Cio”, que foi publicada na revista Brasil Illustrado, em 13/10/1855, com o objetivo de criticar os costumes da sociedade do século XIX. Além disso, destacou-se trabalhando para importantes revistas ilustradas da época.
Em O Brasil Illustrado, publicou charges que abordavam temas como reparos a obras e atos administrativos, bem como quixas contra o custo de vida, o lixo nas praias, a burocracia pública, a vida doméstica e as tramas políticas. Em L’Iride Italiana trabalhou como caricaturista exclusivo a partir do redesenho do projeto gráfico editorial da publicação. Suas charges tratavam em geral de assuntos teatrais e musicais. Diferente d’O Brasil Illustrado, as caricaturas traziam dessa vez portraits-charges de algumas personalidades da época.
Em 1866, o Imperador D. Pedro II o intitulou Litógrafo Imperial. Por fim, em maio de 1882, foi nomeado Cavaleiro pela Imperial Ordem da Rosa por suas contribuições à Biblioteca Nacional.

## Biografia

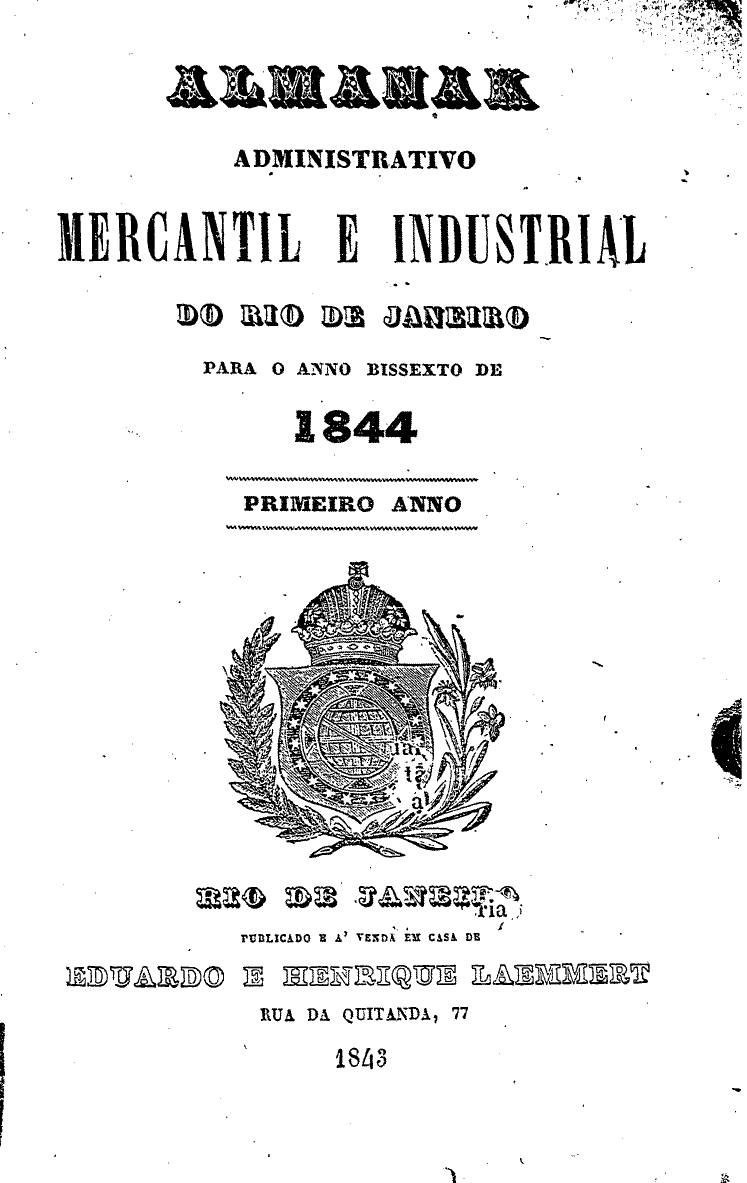
Folha de rosto da primeira edição (1844) do "Almanak Administrativo Mercantil e Industrial do Rio de Janeiro" (Almanak Laemmert).

Filho de George Sisson, supervisor de uma fábrica de tecidos, e Marie Barbe Lott Sisson, Sébastien Auguste Sisson nasceu em 2 de maio de 1824 em Issenhelm, entre a França e a Alemanha, na Alsácia-Lorena. Seus trabalhos com a litografia se iniciaram em Paris, com a ajuda de Rose-Joseph Lemecier — mestre na profissão e dono de uma das melhores oficinas de impressão litográfica da cidade. Quando chegou ao Rio de Janeiro, em 1852, continuou exercendo a profissão, sendo um dos pioneiros da litografia no país.
Em 1855, Sisson passou a fazer anúncios no Almanaque Administrativo, Mercantil e Industrial do Rio de Janeiro, mais conhecido como Almanak Laemmert, buscando divulgar seus serviços. Ainda neste ano, começou a ser colaborador da revista satírica e política O Brasil Ilustrado, contribuindo com diversas litografias que abordava temas como a administração pública, custo de vida e outros assuntos políticos e sociais. Algumas delas, inclusive, seriam posteriormente publicadas na Galeria dos Brasileiros Ilustres. Uma das obras publicadas, "O Namoro, quadros ao vivo", de 1855, fez dele um dos precursores da história em quadrinhos e da charge no Brasil.
Entre 1854 e 1856, Sisson também contribuiu com a revista italiana de publicação bilíngue L'lride Italiana. O periódico era distribuído em outras cidades do Império, na Itália e em outros países da Europa. Em 1855, o dono do veículo mudou e foram inseridas ilustrações e caricaturas nas editorias. Sisson era o único caricaturista da revista e teve papel importante para que os álbuns de ilustrações fossem oferecidos gratuitamente aos leitores. Como o artista francês tinha contato com o Imperador, não fazia críticas políticas em suas obras, tratando apenas de assuntos relacionados à arte, teatro e música.
Em 1856, Sisson estabeleceu seus negócios na Rua do Senado, localizada no Centro do Rio de Janeiro, por meio do alvará número 63 de 1866. O imperador, D. Pedro II, chegou a lhe dar permissão para colocar as armas imperiais na frente do prédio com a legenda "Litógrafo e Desenhador da Casa Imperial". Em 1864, após ter dois retratos litográficos de sua autoria colocados em exposição, recebeu medalha de prata da Academia de Belas Artes. Entre 1870 e 1871, criou a revista de caricaturas Comédia Social, que continha ilustrações do pintor paraibano Pedro Américo.
Em maio de 1882, foi naturalizado brasileiro e nomeado cavaleiro da Rosa pelo governo por conta dos serviços que prestou à Biblioteca Nacional, localizada no Rio de Janeiro, de restaurar diversas gravuras que estavam desgastadas devido ao passar dos anos.

## Obra

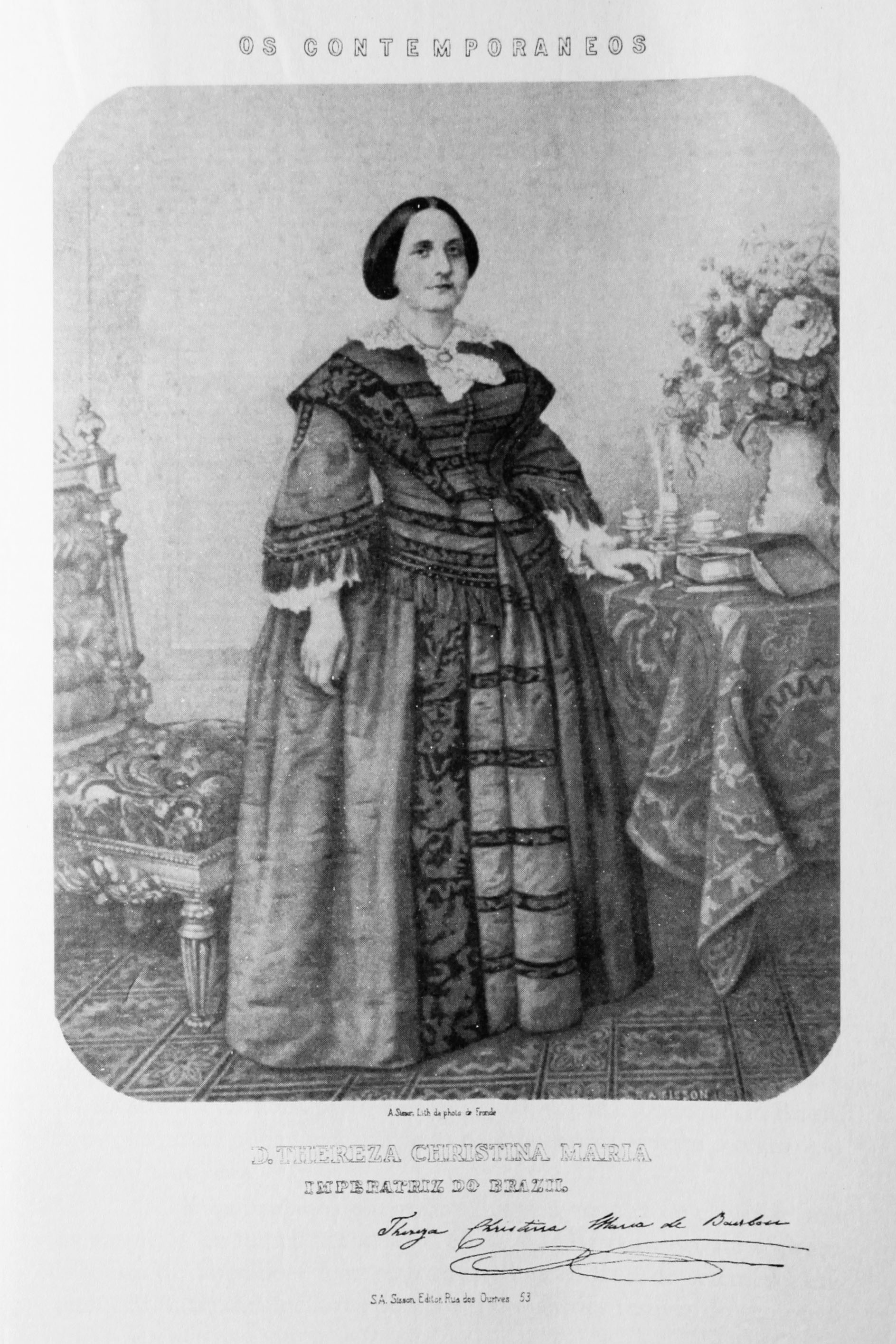
Dona Thereza Christina Maria de Bourbon, Imperatriz do Brazil, retratada por Sébastien Auguste Sisson (1824-1893) na Galeria dos Brasileiros Ilustres, volume 1.

A Galeria dos Brasileiros Illustres é uma das obras mais marcantes na qual Sisson contribui. O artista selecionou 90 personagens que, de alguma forma, colaboraram na trajetória de independência do Brasil. No livro, cada uma dessas pessoas recebeu uma breve biografia e uma prancha litográfica, de 51,7 centímetros de altura por 39,3 centímetros de largura, com a assinatura de Sisson. A partir de 1857, essas biografias ilustradas passaram a ser publicadas mensalmente em fascículos, e em 1861 foram reunidas em volumes. Esses materiais podiam ser pregados na parede da sala enquanto o leitor discutia sua orientação política com um grupo de pessoas. No século XX, a obra estreou em uma nova edição de tamanho menor, passando a servir de enciclopédia a diversos pesquisadores.
Além de litografar fotografias de D. Pedro, D. Theresa Cristina e das princesas, feitas pelo pintor e fotógrafo francês Victor Frond, Sisson acrescenta os "homens mais illustres do Brasil na política, ciências e letras desde a guerra da Independência até nossos dias", segundo apresenta o próprio artista na obra. O objetivo principal é mostrar a memória dos "heróis" do passado — ou seja, pessoas que lutaram pela Independência do Brasil e aquelas que, apesar de não terem lutado, continuavam trabalhando para que esse legado fosse mantido — e uma "atualidade de progresso e de civilização". Segundo Sisson, as biografias eram de pessoas já falecidas e de alguns que ainda estavam vivos, mas que serviam de exemplo e inspiração para que a juventude da época continuasse as suas obras. Nestes casos, a história era só de parte de suas vidas.
Além disso, Sisson foi o responsável pelo primeiro registro de uma História em Quadrinhos no Brasil, com a obra "O Namoro, Quadros ao Vivo, por S… O Cio", de 1855. Elogiada pelo poeta mineiro Carlos Drummond de Andrade em uma exposição sobre caricaturas na Biblioteca Nacional, em 1954, a obra representa as diversas fases do namoro no Rio da época do artista.

## Estilo e relevância

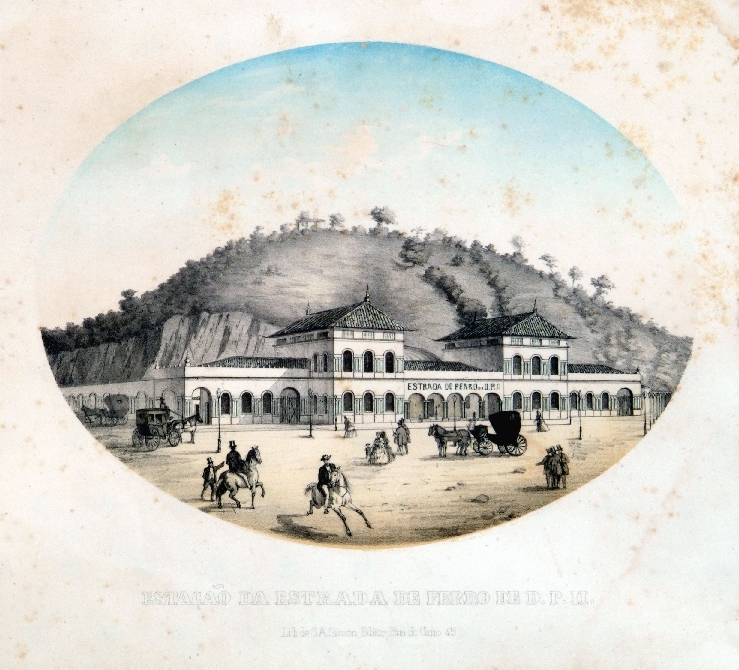
Estação da Estrada de Ferro D. Pedro II, por Sébastien Auguste Sisson

A litografia foi um dos instrumentos mais marcantes no período após a Independência do Brasil, pois possibilitava a reprodução de imagens em larga escala. Juntamente com a fotografia, essa atividade foi responsável por registrar a sociedade da época e a maneira como homens e mulheres enxergavam a si e ao mundo. Bem vista pelo imperador D. Pedro II, que estava interessado em conhecer e testar as novas técnicas do século XIX, essas ferramentas tiveram papel importante na divulgação de sua imagem. A sociedade também se impressionou com a acelerada reprodução de retratos, passando a ver essas ferramentas como sinônimos de progresso. É nessa época que surge o editor, responsável por organizar a produção das imagens e influenciar para que as obras saiam das diversas oficinas.
Um levantamento feito pelo Almanak Administrativo sobre oficinas litográficas entre os anos de 1840 e 1900 mostra que esses estabelecimentos aumentaram consideravelmente ao longo dos anos. Em 1844, havia somente 3 estabelecimentos, até que em 1874 o número chegava a 32 e, por fim, em 1900, caiu para 14. Esse período de crescimento, no entanto, foi suficiente para que uma gama de reproduções daquela época fossem produzidas, despertando o interesse de estrangeiros em migrar para o Brasil — o que justifica a vinda de nomes europeus como George Leuzinger, Heaton & Rensburg e Victor Larée, que passaram a disputar a clientela e a impulsionar o desenvolvimento desse mercado.
Até 1855, Sisson era um dos únicos litógrafos do Brasil. Além dele, havia outros treze estabelecimentos dedicados à litografia — entre eles, o de Larée (desde 1832), Heaton & Rensburg (1840), Ludwig & Briggs (1843), Brito & Braga (1848), Paula Brito (1850), Martinet (1851), Cardoso (1851) e Leuzinger (1853). No entanto, a oficina de Sisson se destacou por ter inovado ao associar obras biográficas de imagem e texto, o que havia sido pouco explorado até então. O editor utilizava imagens produzidas pela fotografia e pela litografia, trazendo para as biografias o cárater ilustrado que estava em alta no século XIX.

## Principais exposições
- 12.ª Exposição Geral de Belas Artes (1852, Rio de Janeiro)[10]
- 14.ª Exposição Geral de Belas Artes (1860, Rio de Janeiro)[10]
- 16.ª Exposição Geral de Belas Artes (1864, Rio de Janeiro)[10]
- 19.ª Exposição Geral de Belas Artes (1867, Rio de Janeiro)[10]
- Exposição de História do Brasil (1881, Rio de Janeiro)[1]
- Pedro e Amélia (1980, São Paulo)[10]
- Pedro e Amélia (1980, São Paulo)[10]
- Visões do Rio na Coleção Geyer (2000)[10]

### VI Festival Internacional de Humor e Quadrinhos de Pernambuco
Em 25 de maio de 2004, a história em quadrinhos "O Namoro, Quadros ao Vivo, por S… O Cio", de Sisson, foi exposta no VI Festival Internacional de Humor e Quadrinhos de Pernambuco, que aconteceu no Observatório Cultural Malakoff. Entre os convidados estrangeiros de renome que participaram do evento, estavam o quadrinhista americano Keno Don Rosa e a francesa Edith Grattery. Além da exposição de obras desses e outros artistas, o festival trouxe exemplares das primeiras manifestações de HQs no Brasil. Além de Sisson, estavam entre as obras do acervo trabalhos de Rafael Mendes de Carvalho, Henrique Fleiuss, José Neves, Vera Cruz e Honorè Daumier.

## Instituto Sébastien Auguste Sisson
O Instituto Sébastien Auguste Sisson existe desde 2007 com o objetivo de registrar e homenagear as contribuições históricas deixadas pelo artista. O projeto conta com o apoio de pesquisadores, historiadores, artistas, familiares e admiradores de Sisson, que contribuem com doações e novas informações sobre o litografista. Pessoas físicas, jurídicas ou públicas podem ajudar, por meio de qualquer forma de contribuição.